# Kioea
A kioea vagy hawaii mézevő (Chaetoptila angustipluma) a madarak (Aves) osztályának verébalakúak (Passeriformes) rendjébe tartozó mohófélék (Mohoidae) családjába tartozó kihalt faj.
A Chaetoptila nem egyetlen faja.

## Elterjedése
A Hawaii-szigetek területén élt feltehetően trópusi erdőkben. A szigetcsoportból a legnagyobb szigeten, Hawaii szigetén élt, a Kīlauea-vulkán oldalán található erdőkben.
1978-ban Yosihiko H. Sinoto paleontológus Oahu szigetén fosszilis csontokra bukkant, amelyek e madártól származnak, így korábban feltehető, hogy korábban előfordult ott is, de mire az európaik megérkeztek a Hawaii-szigetekre, már csak Hawaii szigetén élt.

## Megjelenése
Testhossza 33 centiméter volt. Testének felső része zöldesbarna színű volt, míg hasa piszkosfehér. Szeme körül sötét színű maszk volt láthat.
A madár hawaii neve, a kioea hosszúlábút jelent.

## Kihalása
1840-ben fedezték fel Charles Pickering és Titian Ramsay Peale, amerikai természetkutatók a fajt.
1859-ben gyűjtötték utoljára hitelesen a fajt, amikor James D. Mills madárgyűjtő begyűjtötte az utolsó ismert példányt Hilo közelében. Beszámolója szerint akkor még viszonylag gyakori faj volt a környékén, ennek ellenére később egyetlen példányt sem láttak belőle soha többet.
Kihalásáról kevés információ van, feltehetően a szigetekre betelepített idegen madaraktól elkapott betegségek, és a betelepített állatok voltak.
Bár a madár már az európaik megérkezésekor is visszaszorulóban levő faj volt.
Csak négy múzeumi egyede ismert a fajból, melyek Cambridge, a Hawaii Bishop Múzeum, a Smithsonian Intézet (Washington D. C.) és az Amerikai Természettudományi Múzeum (New York) gyűjteményeiben vannak.

## Fordítás
- Ez a szócikk részben vagy egészben  a   Schmalfederhonigfresser című német Wikipédia-szócikk fordításán alapul.  Az eredeti cikk szerkesztőit annak laptörténete sorolja fel. Ez a jelzés csupán a megfogalmazás eredetét és a szerzői jogokat jelzi, nem szolgál a cikkben szereplő információk forrásmegjelöléseként.